# Wartmannsroth
Wartmannsroth là một đô thị ở huyện Bad Kissingen bang Bayern nước Đức. Đô thị Wartmannsroth có diện tích 53,45 km², dân số thời điểm ngày 31 tháng 12 năm 2006 là 2288 người.